# Ponchatoula (Luizjana)
Ponchatoula – miasto w Stanach Zjednoczonych, w stanie Luizjana, w parafii Tangipahoa. W 2000 roku liczyło 5180 mieszkańców.